# NGC 3860A
NGC 3860A (другие обозначения — UGC 6718, MCG 3-30-88, ZWG 97.120, IRAS11422+2003, PGC 36573) — спиральная галактика в созвездии Льва. Открыта Уильямом Гершелем в 1785 году.
Галактика относится к скоплению Льва (A1367). Она излучает в рентгеновском диапазоне: наблюдается яркое ядро, которое разрешить не удаётся, и в 10 раз более тусклые диффузные внешние слои. Полная светимость в рентгеновском диапазоне составляет 1,3⋅1040 эрг/с, распределение энергии в спектре этого излучения описывается тепловым излучением, температура которого соответствует энергиям частиц в 0,7 кэВ.
Этот объект входит в число перечисленных в оригинальной редакции «Нового общего каталога».